# 1025反黑心顧臺灣大遊行

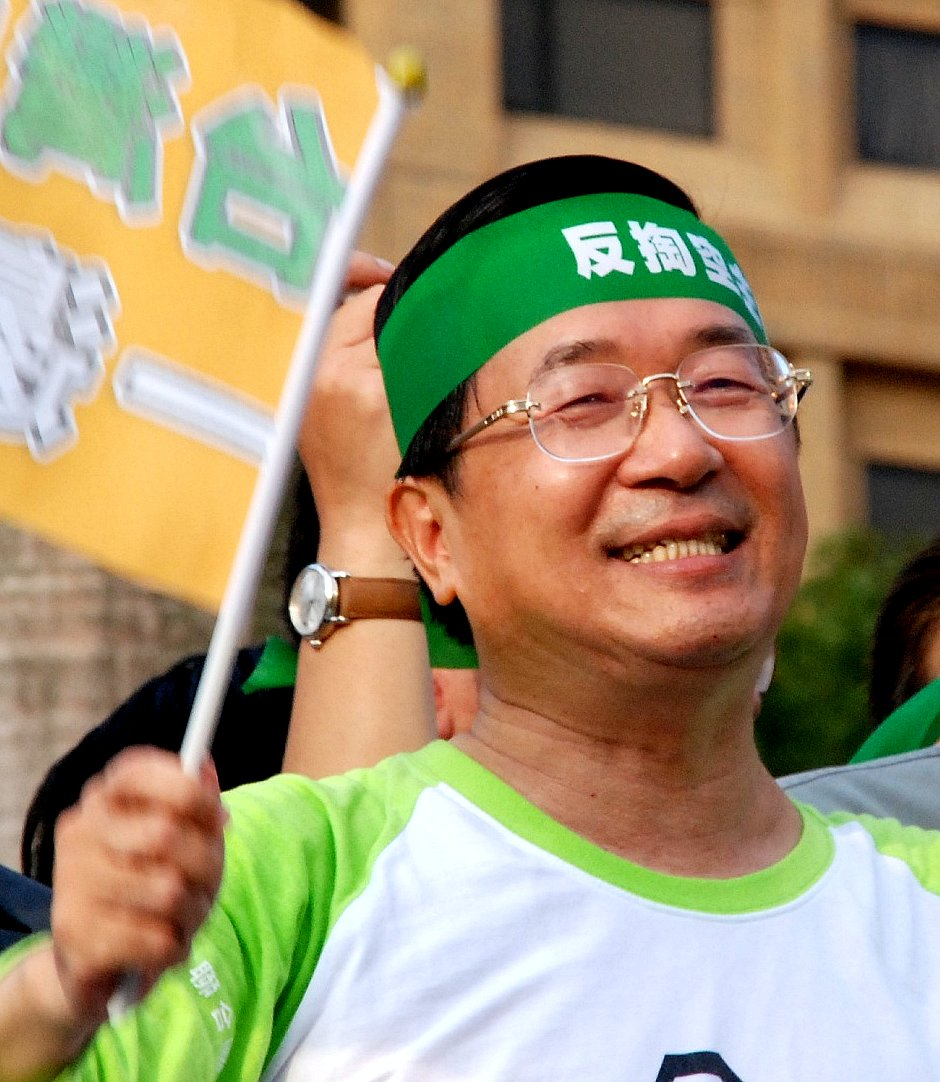
參加遊行的前總統陳水扁高舉「臺灣中國、一邊一國」旗幟

1025反黑心顧臺灣大遊行，是2008年10月25日於臺灣臺北市舉行的一次大規模遊行，由民主進步黨主辦，臺灣團結聯盟及多個臺灣本土派民間社團協力籌辦。活動訴求主題是對總統馬英九及其所率領的執政團隊在兩岸事務上快速「親中」、且對於全球金融風暴及2008年中國毒奶粉事件等方面應變不力的質疑與不滿。
警方估計此次遊行有20萬名民眾參與，主辦單位則宣稱遊行人數達到60萬。

## 背景
- 兩岸關係
- 毒奶粉事件
- 經濟問題
- 陳水扁參加遊行爭議

## 籌劃

### 遊行路線
此次遊行共分為五個大隊：
- 反黑心商品大隊：自頂好商圈出發，全程約3.9公里，總領隊為前考試院院長姚嘉文
- 反一中教育大隊：自臺灣大學校門口出發，全程約3.4公里，總領隊為前總統府秘書長葉菊蘭
- 反掏空主權大隊：自艋舺公園出發，全程約3.8公里，總領隊為臺灣團結聯盟主席黃昆輝
- 反一中市場大隊：自中山足球場出發，全程約4.5公里，總領隊為前行政院院長游錫堃
- 反無能政府大隊：自三重市中興橋頭出發，全程約4.8公里，總領隊為前行政院院長蘇貞昌

### 參與人數
- 民主進步黨表示此次遊行有超過60萬人參加，超過其原本預估的50萬人，自由時報及蘋果日報採用此一說法[1]。
- 中國時報評估參加人數介於警方估計的二十萬人，以及主辦單位宣稱的六十萬人之間[2]。
- 警方估計參與人數達二十萬人[3]。